# The Second Barbra Streisand Album
Albums de Barbra Streisand
The Barbra Streisand Album (1963) The Third Album (1964)
The Second Barbra Streisand Album est le titre du deuxième album studio solo de Barbra Streisand. Il est sorti en août 1963, à peine six mois après la sortie de son premier album, The Barbra Streisand Album, et a été enregistré en quatre jours au mois de juin 1963. Il a atteint la 2e place dans le Billboard pop albums chart, et a été certifié gold album par la RIAA.
Au sujet du choix du titre de son album, Streisand déclare en 1963 à un journaliste:  « Mon nouvel album s'intitule The Second Barbra Streisand Album car c'est ce qu'il est. Pourquoi lui donner un nom fantaisiste dont personne ne se souviendra de toute façon? ».

## Liste des titres
| 1. | Any Place I Hang My Hat Is Home | - Harold Arlen - Johnny Mercer | 2:45 |
| 2. | Right as the Rain               | - Harold Arlen - E. Y. Harburg | 3:25 |
| 3. | Down With Love                  | - Harold Arlen - E. Y. Harburg | 3:42 |
| 4. | Who Will Buy?                   | Lionel Bart                    | 3:32 |
| 5. | When the Sun Comes Out          | - Harold Arlen - Ted Koehler   | 3:23 |

| 1. | Gotta Move                    | Peter Matz                               | 2:01 |
| 2. | My Coloring Book              | - Fred Ebb - John Kander                 | 4:11 |
| 3. | I Don't Care Much             | - Fred Ebb - John Kander                 | 2:52 |
| 4. | Lover, Come Back to Me        | - Oscar Hammerstein II - Sigmund Romberg | 2:18 |
| 5. | I Stayed Too Long at the Fair | Billy Barnes                             | 4:21 |
| 6. | Like a Straw in the Wind      | Harold Arlen                             | 4:46 |

## Singles
- When the Sun Comes Out (version de 1962)
- My Coloring Book (version de 1962)
- Lover, Come Back to Me (version de 1962)

## Morceaux inédits
- Le 8 février 1963, Barbra Streisand enregistre la chanson Who Would Have Dreamed de Cole Porter issue de la comédie musicale de 1940 de Broadway Panama Hattie. L'enregistrement est à ce jour inédit[4].
- Un enregistrement de It Had to Be You datant de juin 1963 est également à ce jour inédit, la chanson ayant été ré-enregistrée en novembre  de la même année pour The Third Album[4].

## Musiciens
- Barbra Streisand - Chant
- Robert Mersey - Production
- Peter Matz - Arrangements
- Fred Plaut et Frank Laico - Ingénieurs du son
- John Berg - Design
- Wood Kuzoumi - Photo de couverture
- Jule Styne - Notes sur la pochette